# Incisura dicrótica
Chama-se Incisura dicrótica a um pequeno entalhe na curva do carotidograma que corresponde à fase final da ejecção ventricular esquerda e é produzido pela oclusão súbita das sigmóides aórticas, o que irá causar turbulência no percurso do sangue pelo arco aórtico. Assim deixa de existir um percurso laminar e o fluxo do sangue passa a ter várias direções (pt-br: válvula aórtica). Segue-se-lhe o início da diástole com uma pequena onda chamda a onda dícrota.